# 薩摩川内市立中津小学校
薩摩川内市立中津小学校（さつませんだいしりつ なかつしょうがっこう）は、鹿児島県薩摩川内市上甑町中甑にある市立小学校。

## 概要
児童数は2015年4月現在38人が在籍している。
小学校は、町の中心部に位置し、同じ敷地内に中津幼稚園があり、200m離れたところには薩摩川内市立上甑中学校があり、幼小連携や小中一貫教育を推進している。

## 歴史
- 1877年（明治10年） - 中甑小学校として設立
- 1892年（明治25年） - 中甑尋常小学校に改称
- 1901年（明治34年） - 高等科を設置して中津尋常高等小学校と改称
- 1941年（昭和16年） - 国民学校令施行に伴い、中津国民学校と改称
- 1947年（昭和22年） - 学制改革により上甑村立中津小学校と改称。高等科は中学校へ編入
- 1969年（昭和44年） - 上甑村立江石小学校を編入統合
- 2004年（平成16年） - 上甑村が新設合併し、薩摩川内市となったのに伴い、薩摩川内市立中津小学校と改称
- 2008年（平成20年） - 薩摩川内市立浦内小学校を編入統合
- 2011年（平成23年） - 薩摩川内市立平良小学校を編入統合

## 通学区域
中津小学校の通学区域は以下の区域が指定されている。
- 上甑町中甑、上甑町江石、上甑町中野、上甑町小島、上甑町瀬上、上甑町桑之浦、上甑町平良

## 進学先中学校
- 薩摩川内市立上甑中学校[4]